# 丹波市立看護専門学校
丹波市立看護専門学校（たんばしりつ かんごせんもんがっこう、英語: Tamba City School of Nursing）は、前身の「兵庫県立柏原高等看護学院」より半世紀以上の歴史と伝統を持つ、公立の看護専門学校である。
2019年(令和元年)9月1日に、「兵庫県立柏原病院」と「柏原赤十字病院」の統合・移転に伴って、兵庫県丹波市柏原町柏原から、同市氷上町石生に新築移転した。
なお、同敷地内には、統合・移転した「兵庫県立丹波医療センター」と「丹波市健康センター ミルネ」が隣接している。

## 教育方針
（下記の出典）
看護師として必要な資質を養成するとともに、看護に関する専門的学理と技術を教授し、もって地域社会に貢献する有為な看護師を育成すること。

### 理念
- 丹波市のスローガンである『丹（まごころ）の里』を基盤に自己の感性を磨き、思いやりの“こころ”をはぐくむこと。
- 自らが描く未来の姿を実現し、変化する社会に対応できる人材、生涯にわたり看護を創造し、追究できる専門職業人を育成すること。
- 地域に関心・愛着をもち、地域住民の健康的な暮らしを支援し、保健医療福祉の分野で活躍できる看護実践者を育成すること。
- 学校・学生・地域が一体となり、地域に密着した開かれた学校として貢献すること。

### 目的
- 看護の専門職業人として必要な知識・技術・態度を修得し、自己啓発できる能力をもった地域貢献できる看護実践者を育てること。

## 沿革
（下記の出典）
- 1971年（昭和46年）
  - 4月「兵庫県立柏原高等看護学院」として、氷上郡(現在は丹波市)柏原町柏原5208番地1に開校
- 1976年（昭和51年）
  - 4月「学校教育法第82条の8」により看護学科を置く専修学校として認可
- 1977年（昭和52年）
  - 4月「兵庫県立柏原看護専門学校」に名称を変更
- 2015年（平成27年）
  - 4月 兵庫県から移管を受け「丹波市立看護専門学校」として開校
- 2019年（平成31年/令和元年）[注釈 1]
  - 9月1日「兵庫県立丹波医療センター」と「丹波市健康センター ミルネ」の開設に合わせて新築移転[注釈 2]
- 2021年（令和3年）
  - 4月「開校50周年」を迎える

## 歴史

### 移管存続までの経緯
（下記の出典）
2011年10月、兵庫県の行政改革で、前身の「兵庫県立柏原看護専門学校」は「2015年3月末で廃止、2013年度から新規学生の募集を停止する」と公表された。 廃止理由は、卒業生の県立病院就職者が減り、“県立病院で勤務する看護師を育成する”という開設趣旨に合致しないことであった。
しかし、市民グループらが（当時の）井戸敏三兵庫県知事に学校存続を要望する直訴などをして必要性を訴えた結果、知事の決断により廃止から一転、丹波市に移管しての存続が決まった。
なお、隣接した兵庫県立柏原病院の付帯施設として1971年の開校から市への移管までの間に、約1,400名の卒業生を送り出している。

## 校歌
（下記の出典）
校歌は、”兵庫県”や”柏原看護専門学校”など、市への移管後に不適合となる言葉がなく、在校生へのアンケートでも継続使用を望む声が多かったため、前身の「兵庫県立柏原看護専門学校」時代からのものを引き継いで使用している。

## 校章
（下記の出典）
校章は、前身の「兵庫県立柏原看護専門学校」が兵庫県から丹波市に移管されるのを機に、市が新しい校章のデザインを公募したところ、全国から75点の応募があり、その中から選ばれた。
デザインは、丹波市の「丹」をモチーフに、看護の精神をやさしさのハートで表現し、生徒の伸びやかな姿をイメージしたものとなっている。

## 学校の特徴など
（下記の出典）
- 「兵庫県立丹波医療センター」および「丹波市健康センター ミルネ」が同敷地内にあることで、実習施設の環境が整っている[注釈 3]と共に、臨床経験豊富な現場で活躍している医師や看護師の講師が多い。
- 地域包括ケアを見据えた実習病院が充実している。
- 学費が平均的な額より低く設定されている事、また通学困難と認められる学生を対象とした学生寮がある事で、経済的な負担が軽減されている。
- 1学年40人の少人数制であり、きめ細やかな指導が行われている。
- 卒業生の進路状況は、兵庫県立病院が「48%」で最多となっている（令和元年～3年度）[14]。
- 学生募集要項
  - 修業年限：3年 看護学科（全日制）
  - 定員：1学年40名（地域枠[注釈 4]15名程度／一般25名程度）※総定員120名

## 学生生活
（下記の出典）
- 4月 - 全学年での芸術鑑賞が行われている[注釈 5]。
- 5月 - 2年生が看護ゼミナールとしてキャンドルサービス（戴帽式）を行う[16]。
- その他、入学式・卒業式・オープンキャンパス[注釈 6]などの年間行事がある。

## 卒業後の資格
（下記の出典）
- 看護師国家試験の受験資格
- 保健師学校、助産師学校の受験資格
- 専門士（医療専門課程）の称号
- 大学3年次編入試験の受験資格

## 施設
（下記の出典）

### 校舎概要
- 鉄骨造：地上3階・塔屋1階
- 延床面積：約3,500平方メートル
- 2019年（令和元年）9月1日、移転による新校舎として開設

### 校舎特徴
- 学生の自発的な学習意欲を高めるための談話コーナーが設置されている。
- 多様な授業形態対応のため、演習室や研究室を教室と同一フロア（2階）に配置している。
- 光庭に面したエントランスホールに吹き抜けを採用し、学校の各種イベントに活用できる空間を確保している。

### 教室配置
| 【 丹波市立看護専門学校 校舎 】 - 1階：玄関｜校長室｜講師控室｜カウンセリング室｜教員室｜事務室｜面談室｜会議室｜応接室｜休養室｜図書室｜女子更衣室｜男子更衣室｜トイレ｜階段｜エレベーター｜ウッドデッキ｜談話コーナー - 2階：教室1～3｜自治会室｜演習室1～4｜研究室1～4｜食堂｜演習コーナー｜トイレ｜階段｜エレベーター｜光庭｜吹抜 - 3階：視聴覚教室｜在宅看護実習室｜実習準備室｜小児・母性看護学実習室｜基礎・成人看護学実習室｜トイレ｜階段｜エレベーター｜光庭｜屋上 - 体育館（別館）：ステージ｜ロビー｜トイレ |

### 学生寮
（下記の出典）
- 所在地：兵庫県丹波市氷上町石生（JR西日本 石生駅西口前）
- 構造：鉄骨造3階建て 1棟
- 居室数：1フロア10室 計30室
- 定員：30名（男女とも入寮可）[注釈 10]

## 基礎データ

### 学校所在地
〒669-3464

兵庫県丹波市氷上町石生2069番地2

### 交通アクセス
（下記の出典）
- 北近畿豊岡自動車道 氷上ICから、車約3分。
- JR西日本 福知山線 石生駅下車、徒歩約20分。
- 神姫バス（ウイング神姫）石生駅西口から、約3分。（丹波医療センター 下車）

### 主な学校周辺施設
（徒歩所要時間 20分圏内）
【学生寮】
- 丹波市立看護専門学校学生寮

【公共施設】
- 丹波警察署
- 丹波郵便局
- 丹波市消防本部
- 兵庫県立丹波年輪の里
- JR西日本 福知山線 石生駅

【スーパー】
- ザ・ビッグエクストラ 氷上店
- コープこうべ コープ柏原店
- ゆめタウン 丹波店
- フレッシュバザール 氷上インター店
- 業務スーパー 氷上店

【コンビニなど】
- ヤマザキショップ 丹波医療センター店
- セブン-イレブン 丹波氷上町店
- ローソン 丹波市南多田店
- ローソン 氷上町石生店
- ファミリーマート 柏原南多田店
- ファミリーマート 氷上町稲継店
- ほっともっと 丹波柏原町店
- かまどや 柏原店

【書店】
- 未来屋書店 氷上店
- 喜久屋書店 柏原店

【衣料品店】
- ユニクロ 氷上店
- ファッションセンターしまむら 氷上店
- ハニーズ 丹波ゆめタウン店
- 洋服の青山 氷上店
- 西松屋 丹波氷上店

【家電量販店】
- エディオン かいばら店
- ケーズデンキ 氷上店
- ジョーシン 丹波ゆめタウン店

【携帯電話キャリアショップ】
- ドコモショップ 丹波柏原店
- auショップ 丹波柏原
- auショップ 氷上
- ソフトバンク 丹波中央

【ドラッグストア】
- ジャパン 氷上店
- ゴダイドラッグ 氷上本郷店

【ホームセンター】
- ジュンテンドー 柏原店
- コーナン 丹波ゆめタウン店

【100円ショップ】
- ダイソー ゆめタウン丹波店
- セリア コープ柏原店
- meets. 柏原店
- シルク 氷上ザ・ビッグ店

【飲食店】
- マクドナルド 氷上店
- モスバーガー 丹波ゆめタウン店
- コメダ珈琲店 ゆめタウン丹波店
- くら寿司 丹波店
- スシロー 氷上店
- すき家 氷上町店
- 和食さと 氷上店
- 来来亭 丹波店
- 餃子の王将 氷上店
- すかいらーく ガスト 氷上柏原店
- トマト＆オニオン 柏原店
- 昭和お好み焼き劇場うまいもん横丁 FC丹波店